# Paracapnia disala
Paracapnia disala är en bäcksländeart som först beskrevs av Jewett 1962.  Paracapnia disala ingår i släktet Paracapnia och familjen småbäcksländor. Inga underarter finns listade i Catalogue of Life.